# Meridiano 147 E
O meridiano 147 E é um meridiano que, partindo do Polo Norte, atravessa o Oceano Ártico, Ásia, Oceano Pacífico, Australásia, fronteira entre Oceano Índico e Oceano Pacífico, Oceano Antártico, Antártida e chega ao Polo Sul. Forma um círculo máximo com o Meridiano 33 W.
A fronteira entre o Oceano Índico e o Oceano Pacífico é definida por este meridiano.
Começando no Polo Norte, o meridiano 147 Este tem os seguintes cruzamentos sucessivos:
| País, território ou mar                 | Notas |
| --------------------------------------- | --- |
| Oceano Ártico                           | |
| Mar Siberiano Oriental                  | |
| Rússia                                  | Iacútia - Ilha Nova Sibéria                                                                                    |
| Mar Siberiano Oriental                  | |
| Rússia                                  | Iacútia Oblast de Magadan                                                                                      |
| Mar de Okhotsk                          | |
| Rússia                                  | Ilhas Curilas - Ilha Iturup (Oblast de Sacalina), administrada pela Rússia mas reivindicada pelo Japão         |
| Oceano Pacífico                         | Passa a leste da ilha Shikotan, Ilhas Curilas · Passa a oeste da ilha Satawal, Estados Federados da Micronésia |
| Papua-Nova Guiné                        | Ilha Manus |
| Oceano Pacífico                         | Mar de Bismarck                                                                                                |
| Papua-Nova Guiné                        | Ilha Long |
| Oceano Pacífico                         | Mar de Bismarck                                                                                                |
| Papua-Nova Guiné                        | Nova Guiné |
| Mar de Salomão                          | Golfo de Huon                                                                                                  |
| Papua-Nova Guiné                        | Nova Guiné |
| Oceano Pacífico                         | Mar de Coral                                                                                                   |
| Austrália                               | Queensland Nova Gales do Sul Victoria                                                                          |
| Estreito de Bass                        | Passa a leste da ilha Hogan, Tasmânia, Austrália                                                               |
| Austrália                               | Tasmânia |
| Fronteira Oceano Índico/Oceano Pacífico | |
| Oceano Antártico                        | |
| Antártida                               | Território Antártico Australiano, reivindicado pela Austrália                                                  |